# Cheat Lake
Pour les articles homonymes, voir Cheat (homonymie).
Cheat Lake est une census-designated place située dans le comté de Monongalia, dans l’État de Virginie-Occidentale, aux États-Unis. Lors du recensement de 2020, elle comptait 9 930 habitants.